# Рахманова Заміра Алимрадівна
Заміра Алимрадівна Рахманова (рос. Замира Алимрадовна Рахманова; нар. 28 грудня 1985, Каспійськ, Дагестан, РРФСР) — киргизька і  російська борчиня вільного стилю, чемпіонка світу і Європи, учасниця Олімпійських ігор, триразова чемпіонка Росії (2007, 2008, 2010). Майстер спорту міжнародного класу.

## Біографія
Уродженка Дагестану. У боротьбу її привела Ельвіра Мурсалова. Вихованка СДЮШОР «Динамо», м. Махачкала. На початку своєї спортивної кар'єри виступала за збірну Киргизстану.

## Виступи на Олімпіадах
| Змагання                    | Збірна | Вагова категорія          | Місце |
| --------------------------- | ------ | ------------------------- | ----- |
| Літні Олімпійські ігри 2008 | Росія  | жіноча боротьба, до 48 кг | 11    |

### Виступи на Чемпіонатах світу
| Змагання                        | Збірна | Вагова категорія          | Місце  |
| ------------------------------- | ------ | ------------------------- | ------ |
| Чемпіонат світу з боротьби 2007 | Росія  | жіноча боротьба, до 51 кг | 7      |
| Чемпіонат світу з боротьби 2010 | Росія  | жіноча боротьба, до 51 кг | Бронза |
| Чемпіонат світу з боротьби 2011 | Росія  | жіноча боротьба, до 51 кг | Золото |
| Чемпіонат світу з боротьби 2012 | Росія  | жіноча боротьба, до 51 кг | 5      |

### Виступи на Чемпіонатах Європи
| Змагання                         | Збірна | Вагова категорія          | Місце  |
| -------------------------------- | ------ | ------------------------- | ------ |
| Чемпіонат Європи з боротьби 2007 | Росія  | жіноча боротьба, до 51 кг | Золото |

### Виступи на Кубках світу
| Змагання                    | Збірна | Вагова категорія          | Місце  |
| --------------------------- | ------ | ------------------------- | ------ |
| Кубок світу з боротьби 2007 | Росія  | жіноча боротьба, до 51 кг | Срібло |

### Виступи на інших змаганнях
| Змагання                                   | Збірна | Вагова категорія          | Місце  |
| ------------------------------------------ | ------ | ------------------------- | ------ |
| Klippan Lady Open 2008                     | Росія  | жіноча боротьба, до 48 кг | Бронза |
| Золотий Гран-прі з боротьби 2010 (Баку)    | Росія  | жіноча боротьба, до 51 кг | Срібло |
| Золотий Гран-прі з боротьби 2011 (Баку)    | Росія  | жіноча боротьба, до 51 кг | Золото |
| Відкритий чемпіонат Польщі з боротьби 2011 | Росія  | жіноча боротьба, до 51 кг | Срібло |
| Trophee Milone 2011                        | Росія  | жіноча боротьба, до 55 кг | 5      |
| Відкритий чемпіонат Польщі з боротьби 2012 | Росія  | жіноча боротьба, до 51 кг | Золото |

### Виступи на змаганнях молодших вікових груп
| Змагання                                      | Збірна     | Вагова категорія          | Місце |
| --------------------------------------------- | ---------- | ------------------------- | ----- |
| Чемпіонат світу з боротьби серед юніорів 2003 | Киргизстан | жіноча боротьба, до 48 кг | 20    |